# Nyágova
Nyágova (ukránul: Добрянське) település Ukrajnában, Kárpátalján, a Técsői járásban.

## Fekvése
Técsőtől északkeletre, a Tarac vize mellett, Irhóc és Kiskirva közt fekvő település.

## Története
Nyágova a 14. század végén települt, a Tarac melletti termékeny, árvízektől látogatott helyen.
1415-ből ismerjük első birtokosát is, a Talabor- és a Nagyág völgyében birtokos román eredetű Úrmezei család-ot, aki Zsigmond királytól kapta adományba a falut. 1419-ben az Úrmezei család tagjai Vlád fia Simon kenéznek és rokonságának adományozták a falu felét. A 15. században a falu a Nyágovai család birtoka volt, akik a kenézek leszármazottai voltak. 1504-ben a Pogány család jobbágyfalvaként tartották számon.
1910-ben 1162 lakosából 11 magyar, 139 német, 1012 ruszin volt. Ebből 1023 görögkatolikus, 138 izraelita volt. A trianoni békeszerződés előtt Máramaros vármegye Taracvizi járásához tartozott.